# Tarana Burke

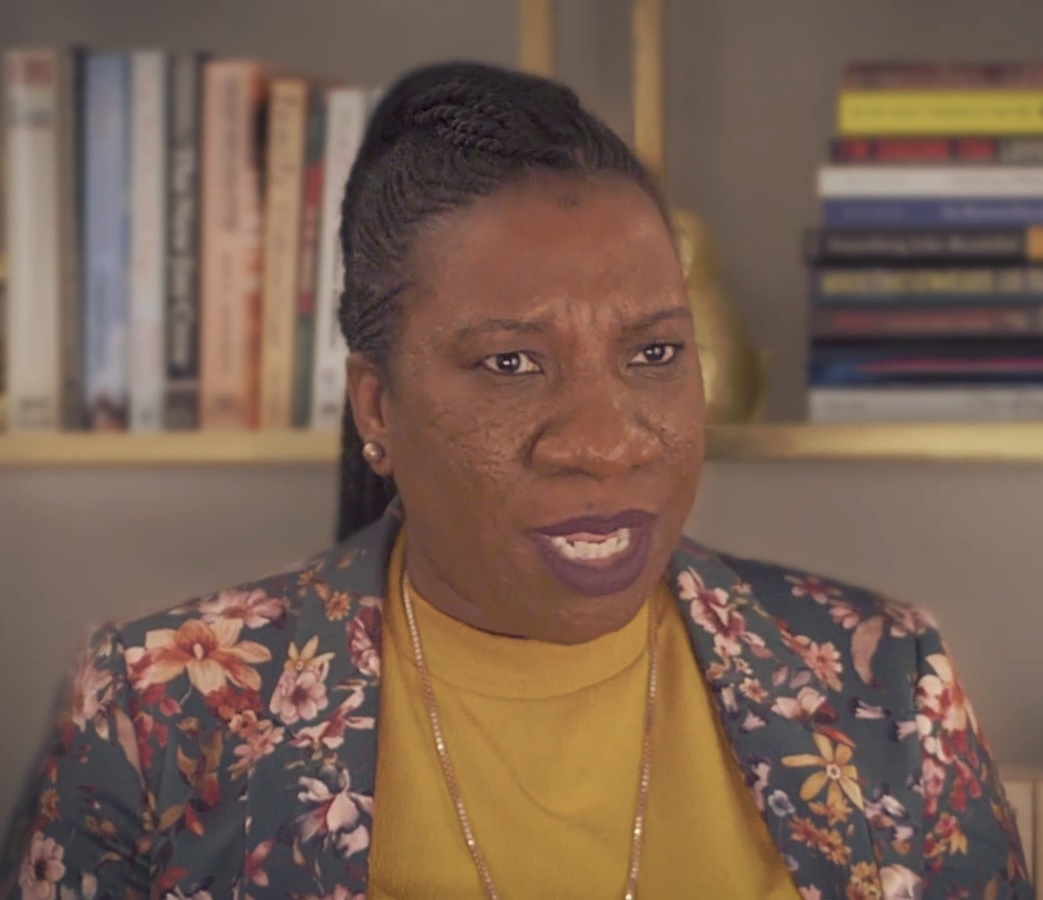
Tarana Burke, 2018

Tarana Burke (geboren am 12. September 1973 in New York City) ist eine amerikanische Bürgerrechts- und Menschenrechtsaktivistin, die sich für Gerechtigkeit ohne Ansehen der Ethnie und gegen sexualisierte Gewalt engagiert. Der Slogan „Me too“ geht auf sie zurück.

## Leben
Die Afroamerikanerin wuchs im New Yorker Stadtteil Bronx in einer armen Arbeiterfamilie in einer Sozialwohnung auf. Als Kind und als Teenager erfuhr sie sexualisierte Gewalt in der Familie. Mit 14 Jahren zog sie nach Selma, Alabama, und fing dort an, Bedürftige mit Essen, Kleidung und Unterkunft zu versorgen und sich in die Gemeindearbeit für Bürgerrechte und Menschenrechte einzubringen. Hierbei wurde ihr die grundlegende Bedeutung des Rechts auf Unversehrtheit klar: Sexuelle Gewalt kam in ihrer Gemeinschaft vor, wurde aber tabuisiert.
Tarana Burke hat ihre 1998 in Selma geborene Tochter, Kaia Burke, allein erzogen.

## Beruflicher Werdegang
Tarana Burke studierte an der University of Alabama und schloss ihr Studium an der Auburn University in Alabama ab. Bereits während ihrer Zeit an der Universität organisierte sie Pressekonferenzen und Protestaktionen für juristische und wirtschaftliche Gleichstellung von Menschen jeder Ethnie.

## Gesellschaftliches Engagement

### Girls for Gender Equity
Tarana Burke leitet hauptberuflich die Organisation Girls for Gender Equity in Brooklyn, die sich für die Rechte junger schwarzer Frauen einsetzt.

### Just Be Inc.
1997 saß ein dreizehnjähriges Mädchen Tarana Burke gegenüber und vertraute ihr an, dass es sexuell missbraucht worden war. Burke war sprachlos, als das Mädchen seine Geschichte erzählte. „Ich hatte keine Antwort und konnte nicht einmal sagen: ‚Auch ich [englisch Me, too!] habe so etwas erlebt.‘“ Dieses Erlebnis beschäftigte Tarana Burke lange; es war die Geburtsstunde ihrer Me-Too-Kampagne.
Zehn Jahre später gründete Tarana Burke dann die gemeinnützige Jugendorganisation Just Be Inc. Ihr Ziel war es, nichtprivilegierten Kindern und jugendlichen People of Color eine Möglichkeit zu geben, über ihre Erfahrungen mit sexualisierter Gewalt in geschützter Atmosphäre zu sprechen. Innerhalb dieser Jugendorganisation startete sie ihre Kampagne Me Too.

### Me Too
2006 verwendete Tarana Burke auf der Plattform MySpace den Slogan „Me too“, um in der Gesellschaft das Bewusstsein für sexuelle Gewalt zu wecken und zu stärken. Die Kampagne sollte afroamerikanischen Frauen bewusst machen, dass sie mit derartigen Erfahrungen nicht allein waren.
Als 2017 in den sozialen Netzwerken gegen zahlreiche Prominente zunächst in den USA, später auch in anderen Ländern Vorwürfe wegen sexueller Belästigung und sexueller Übergriffe mit dem Hashtag #MeToo an die Öffentlichkeit gelangten, erweiterte sich ihre Plattform zu einer weltumspannenden Bewegung. Vor diesem Hintergrund ist es Tarana Burke wichtig festzuhalten, dass Me Too nicht im Prominentenmilieu seinen Ursprung hatte, sondern in einer Stadt voll Ausgrenzung und Gewalt.

## Auszeichnungen und Ehrungen
- Preise (Auswahl)
  - 2019: Sydney-Friedenspreis[7] (zusammen mit Tracey Spicer)
  - 2018: The Ridenhour Courage Prize[8]
- Ehrungen
  - 2022   BBC 100 Women[9]